# City NOW 京都午後3時
『City NOW 京都午後3時』（シティーナウきょうと ごごさんじ）は、1981年のKBS京都の新社屋完成に合わせて、1981年4月から1983年3月まで、サンシャインスタジオ（第1スタジオ）から午後3時から5時ごろまで放送されたラジオ番組である。

## 概要
スタジオはパーソナリティが1人、ラジオカーレポーター1人の2人体制で、最初の1年はスタジオが山口進、ラジオカーは「あっちゃん」こと竹沢厚子、1982年4月からは大石良一と大崎マミのコンビで放送された。

## コーナー
（）
- すすむの突撃インタビュー
- 交通安全キャンペーン 私も一言
- クローズアップ京都
- あっちゃんのふれあいジャンケンポン
- 京都府警だより
- 新幹線だより
- スポットニュース・交通情報
- ねぎりマン登場
  - アナウンサーが「ねぎりマン」に扮して、商品を値切る[2]。

### ラジオカーコーナー
- 「コーヒーブレイク」、「交通安全宣言」では、オープニングに「〇〇公園に居ます」とのラジオカーレポーターが入る。そこに集まると、スポンサーのコーヒーが用意されていてコーヒーがタダで飲める。約30分後、その中の一人に生で「かたつむり交通安全宣言」をしてもらう。
- 4時台は、話題のお店・珍しい物を売っているお店などからのレポート。
- 竹沢は、「コーヒーブレイク」によく来た常連リスナーと結婚した。
- 大崎になってからは、「City NOW メンバーズカード」が発行され、ラジオカーのところへ行くとスタンプを押してもらい、5ポイントで「番組オリジナルTシャツ」や「道路地図」などグッズがもらえた。